# Kolombangara

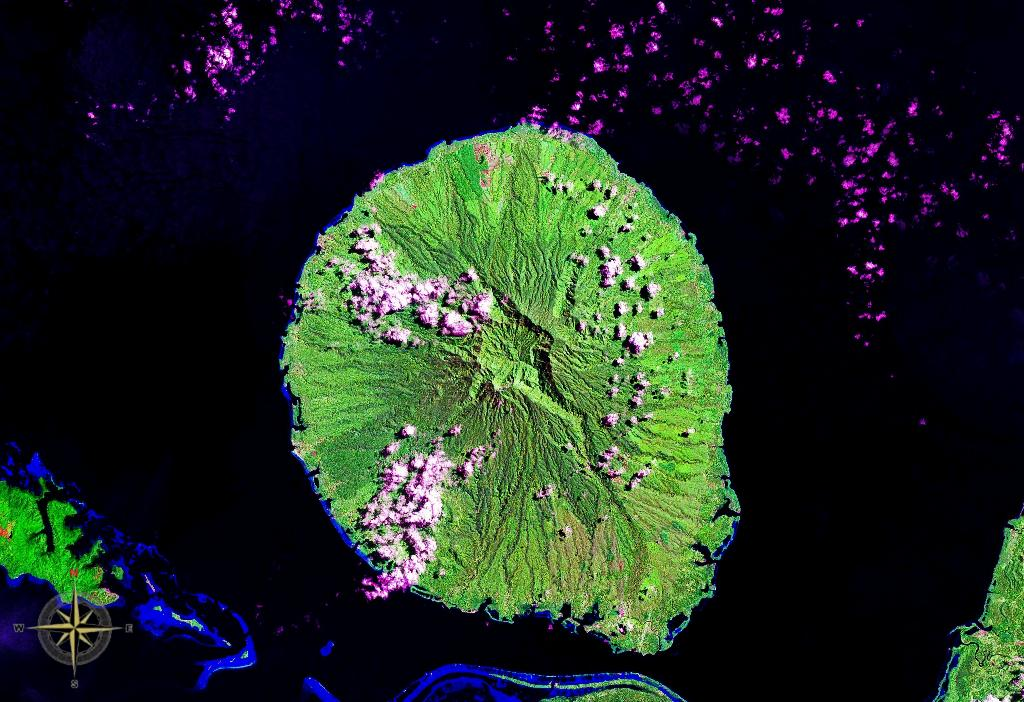

Kolombangara is een eiland in New Georgia in de Salomonseilanden. Het eiland is 705 km² groot en het hoogste punt is 1769 m. Het eiland is een vulkaan (type stratovulkaan) en bijna perfect rond met een doorsnede van ongeveer 15 km. Het eiland is onderdeel van de zuidelijke grens van de New Georgia Sound, naar het noordwesten ligt Vella Lavella en Ghizo. Nieuw Georgia ligt naar het zuidoosten.
Kolombangara is dicht bebost en heeft weinig inwoners.

## Geschiedenis
Tijdens de Tweede Wereldoorlog is er hevig gevochten op het eiland en in de omliggende wateren. De Japanners hadden een vliegveld op een stukje vlak terrein aan de zuidkust van het eiland. In mei 1943 werden enkele militaire eenheden gestationeerd, onder het bevel van Generaal Majoor Noboru Sasaki, in een poging om een verdedigingslijn op te zetten in de centrale Salomonseilanden. Tot de zeeslagen rond het eiland behoren de slag van de Golf van Kula en de slag om Kolombangara. Op 4 oktober 1943 moesten de Japanse strijdkrachten de eilanden definitief evacueren.

## Fauna
De volgende zoogdieren (allemaal vleermuizen) komen er voor:
- Dobsonia inermis
- Melonycteris fardoulisi
- Macroglossus minimus
- Melonycteris woodfordi
- Nyctimene bougainville
- Nyctimene major
- Pteropus admiralitatum
- Pteropus rayneri
- Pteropus woodfordi
- Rousettus amplexicaudatus
- Hipposideros cervinus